# 大河内昭爾
大河内 昭爾（おおこうち しょうじ、1928年3月7日 - 2013年8月15日）は、日本の文芸評論家、武蔵野大学名誉教授。専攻は日本近代文学の研究、特に日本近代文学への仏教の影響（他力思想の影響について）及び近代日本文学と風土との関わりについての研究。

## 人物
鹿児島県鹿児島市生まれ（本籍宮崎県都城市）。
丹羽文雄主宰の同人誌『文学者』に所属して評論を書いた。同じ雑誌の吉村昭とは親友関係。
1981年から2008年12月号まで雑誌『文學界』の同人誌評を担当し、現代文学に取り組む全国の多くの文学愛好者への指導的役割、作品誕生への励ましを続け、新たな書き手として村田喜代子ら多くの作家の誕生を手助けした。
雑誌『食食食』（みき書房）、『食の文学館』（紀伊国屋書店）など文学と食を結ぶ季刊誌を主宰して、風土と食の文学の研究を20年以上継続。
『季刊文科』（紀伊國屋書店発刊、現在鳥影社刊）を秋山駿、勝又浩、松本徹、松本道介、吉村昭とともに創刊し、編集責任者として現代文学の伝統的正当性を主張し続けて45号に至る。

## 略歴
- 1947年 旧制鹿児島県立第二鹿児島中学校（現・鹿児島県立甲南高等学校）卒業（鹿児島二中時代は剣道部主将）
- 1948年 旧制第二早稲田高等学院入学
- 1953年 早稲田大学第一文学部国文専修卒業、嘉悦学園嘉悦女子高等学校教諭
- 1960年 武蔵野女子学院短期大学講師
- 1963年 助教授
- 1965年 武蔵野女子大学文学部助教授
- 1970年10月 武蔵野女子大学文学部教授
- 1980年 武蔵野女子大学副学長、文学部長、短期大学部長
- 1988-1996年 武蔵野女子大学学長
- 1991-1994年 武蔵野女子学院学院長
- 1998年 武蔵野女子大学教授定年退職、名誉教授
- 2013年8月15日 腎不全のため死去[1]

## 著書

### 単著
- 『青春文学ノート-抒情の周辺』淡路書房 （1953年）
- 『こども歳時記』青葉書房 （1958年）
- 『現代の抒情』早稲田大学出版部 （1963年）
- 『日本の格言ことわざ800選 話をしめる言葉のエッセンス』日本文芸社（1976年）
- 『文学と史跡の旅路 北海道・東北』学燈社（1976年）
- 『文学と人生の間 「私」にとって文学とは何か』ナツメ社（1978年）
- 『味覚の日本地図 食いしん坊の心楽しい旅の風物誌』冬樹社（1980年）
- 原本現代訳『五輪書 付･兵法家伝書』（宮本武蔵・柳生宗矩原著）教育社新書（1980年）
- 『猫舌の食べ歩き 続・味覚の日本地図』冬樹社（1981年）
- 『多摩文学散歩』未来工房（1981年）
- 『文学の中の人生』 千人社（1983年）
- 『味覚の文学散歩』講談社文庫（1985年）
- 『現代文学地図 中部編』 桜楓社 （1986年）
- 『現代文学地図 北陸編』 桜楓社 （1986年）
- 『粗食派の饗宴』文化出版局（1987年）、小学館文庫（1998年）
- 『小説のすすめ』学藝書林（1988年）
- 『抒情についてのノート』邑書林（1991年）
- 『心に遺る言葉』邑書林（1992年）
- 『こころの漢方薬　文学・ふるさと・人生』彌生書房（1994年）
- 『本の旅』紀伊國屋書店（1996年）
- 『秋篠抄』人間社（1998年）
- 『随筆 朝の読書』三月書房（2001年）
- 『井伏家のうどん』 三月書房（2004年）
- 『明治大正昭和文壇人國記 県別日本文學の旅　東日本／西日本』 おうふう（2005年）
- 『追悼 丹羽文雄』 鳥影社（2006年）
- 『かえらざるもの』三月書房（2009年）

### 共編著
- 『小説家の中の宗教 丹羽文雄宗教語録』編 桜楓社 （1971年）
- 『私のマドレーヌは薩摩揚　食いしん坊対談集』学藝書林（1988年）
- 『前衛調書　勅使河原宏との対話』四方田犬彦と聞き手 学藝書林（1989年）
- 『文学、内と外の思想』秋山駿、吉村昭 おうふう（1995年）
- 『花のいのち』勅使河原宏対談 蒼洋社（1997年）
- 『ひと筋の道』仏教伝道協会 沼田智秀対談 蒼洋社（1997年）
- 『文学のゆくえ』秋山駿、吉村昭鼎談 蒼洋社（1997年）
- 『絵手紙を語る』小池邦夫対談 そうよう（2000年）
- 『文学四方山話』安岡章太郎、水上勉ほか対談・鼎談集 おうふう（2001年）

### 選・監修
- 『味覚小説名作集』（選）みき書房（1980年）、光文社文庫（2016年）
- 『名士の食卓』（編） 彩古書房（1985年）
- 『アンチグルメ読本』（選）福武文庫（1989年）、ちくま文庫（2014年）
- 『日本名作文学館　一冊で読める文学全集〈日本編〉』廣済堂出版（1991年）
- 『東京おいしいもの文学散歩』 婦人画報社（1994年）

## 注
1. 1 2  大河内昭爾さん死去 朝日新聞 - archive.today（2013年8月17日アーカイブ分）